# Rosa Katz (NS-Opfer)
Rosa Katz (geboren 22. Dezember 1880 in Bremen; gestorben vermutlich 27. September 1940 in Brandenburg an der Havel) war eine jüdische Psychiatrie-Patientin, die im Dritten Reich ermordet wurde.

## Leben und Tod
Rosa Katz war vom 15. Mai 1923 bis zum 30. Mai 1940 mit zwei kurzen Unterbrechungen in der Bremer Nervenklinik St. Jürgen-Asyl (heute Klinikum Bremen-Ost) untergebracht.
Sie wurde am 30. Mai 1940 in die Heil- und Pflegeanstalt Wehnen (heute Karl-Jaspers-Klinik Wehnen) bei Oldenburg verlegt. Im Januar 1939 und im Mai 1940 wurden insgesamt 76 Patientinnen und Patienten von Bremen nach Wehnen verlegt, die nicht mehr zur Haus-, Feld-, Handwerksarbeit in der Anstalt hatten beitragen können. Sie blieb dort bis September 1940.
Laut dem Runderlaß des Reichsinnenministeriums von Ende August 1940 mussten alle jüdischen „Pfleglinge“ in einer einzigen Anstalt des jeweiligen Landes oder der Provinz zusammengezogen werden. Im September 1940 wurde Rosa Katz in die Psychiatrischen Krankenanstalten Wunstorf (heute KRH Psychiatrie Wunstorf) bei Hannover gebracht. Am 27. September 1940 wurde sie von Wunstorf zusammen mit 158 anderen jüdischen Mitpatienten in Bussen in die NS-Tötungsanstalt Brandenburg transportiert. Sie wurde dort vermutlich noch am gleichen Tage getötet. Der im NS-Sonderstandesamt in Bremen verzeichnete Sterbeeintrag „30. März 1941 Cholm II“ ist fiktiv, da die Irrenanstalt Chełm bei Lublin seit 1940 geräumt war und nur als Tarnung für die Ermordung von Patienten diente.

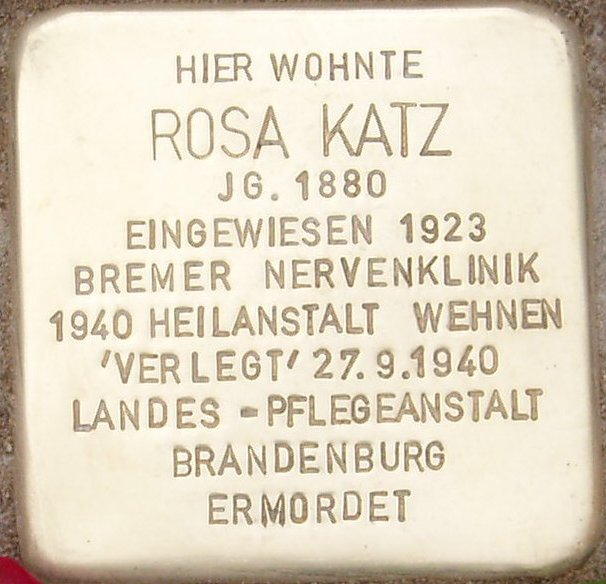
Stolperstein für Rosa Katz in Bremen

Am 7. Juni 2012 wurde für Rosa Katz an der Donaustraße 84, Bremen-Neustadt, ein Stolperstein gesetzt.